# 茨城県道8号小川鉾田線
茨城県道8号小川鉾田線（いばらきけんどう8ごう おがわほこたせん）は、小美玉市から鉾田市までを結ぶ県道（主要地方道）である。

## 概要
小美玉市と鉾田市鉾田とを、茨城空港（航空自衛隊百里基地）の南側を周って東西に結ぶ延長約16キロメートル (km) の主要地方道である。路線名の「小川」は、平成の大合併で成立した小美玉市の旧自治体のひとつである小川町に由来する。

### 路線データ
- 起点 : 茨城県小美玉市中延142番（茨城県道59号玉里水戸線交点＝横町交差点）[1]
- 終点 : 茨城県鉾田市鉾田2513番1地先（茨城県道2号水戸鉾田佐原線交点＝新町交差点）[2]
- 総延長：15.885 km[3]
- 重用延長：0.037 km[3]
- 未供用延長：なし[3]
- 実延長：15.848 km[3]
- 自動車交通不能区間延長[注釈 1]：なし[3]

## 歴史
1954年（昭和29年）1月に建設省（当時）で主要地方道を指定する告示が出されたのを受け、1954年（昭和29年）9月1日、茨城県では道路法（昭和27年6月10日法律第180号）第7条の規定に基き主要地方道を一次認定した23路線の内の一つで、起点を東茨城郡小川町、終点を鹿島郡鉾田町とする路線が県道小川鉾田線である。1995年（平成7年）に整理番号8となり現在に至る。

### 年表
- 1954年（昭和29年）9月1日：県道小川鉾田線（整理番号19）として路線認定[4]。
- 1960年（昭和35年）12月14日：全区間（東茨城郡小川町小川の主要地方道石岡潮来線分岐 - 鹿島郡鉾田町の主要地方道水戸鉾田佐原線交点）が供用開始される[5]。
- 1966年（昭和41年）7月14日：鹿島郡鉾田町大字借宿の現道（500 m）を線形・拡幅改良[6]。
- 1968年（昭和43年）
  - 7月29日：主要地方道石岡潮来線の小川町のバイパス供用に伴い、東茨城郡小川町大字小川字大町 旧県道紅葉石岡線分岐 - 同字本田町（旧主要地方道石岡潮来線分岐）の361 m区間を編入・供用開始。起点が小川中央交差点に移る[7]。
  - 11月25日：鹿島郡鉾田町大字当間（鬼沢商店前） - 同町大字鉾田の新道（2.237 km）に付け替え供用開始[8]。
- 1972年（昭和47年）8月17日：鹿島郡鉾田町大字借宿 - 同町大字当間（当間交差点）の道路改良バイパス（740 m）へ付け替え供用開始[9]。
- 1973年（昭和48年）8月16日：起点側の道路（東茨城郡小川町大字小川の小川中央交差点から、大字中延の横町交差点（県道紅葉石岡線交点）まで）を158 m延長する道路区域を指定する[1]。
- 1975年（昭和50年）7月26日：東茨城郡小川町大字中延 - 新治郡玉里村田木谷間の紅葉石岡線のバイパスの一部開通に伴い、小川町大字中延（横町交差点） - 同町大字小川（小川中央）の道路を供用開始[10]。
- 1978年（昭和53年）12月14日：行方郡玉造町大字芹沢地内（1.475 km）を2車線化拡幅改良供用開始[11]。
- 1993年（平成5年）5月11日：建設省から、県道小川鉾田線が小川鉾田線として主要地方道に指定される[12]。
- 1995年（平成7年）3月30日：整理番号21から現在の番号（整理番号8）に変更される[13]。
- 1997年（平成9年）3月31日：鉾田町市街地内（鉾田駅前 - 主要地方道水戸鉾田佐原線交点:801 m）の旧道区間が県道指定解除されて町道移管となり、終点が鉾田駅前に移る[14] 。
- 2000年（平成12年）4月1日：新治郡玉里村田木谷 - 小川町大字中延の区間が、通行する車両の最大重量限度25トンの道路に指定される[15]。
- 2001年（平成13年）3月1日：小川町大字中庭 - 鉾田町大字塔ケ崎の区間が、通行する車両の最大重量限度25トンの道路に指定される[16]。
- 2004年（平成16年）3月22日：玉里村大字田木谷 - 東茨城郡小川町大字中延の区間が、通行する車両の高さの最高限度4.1 mの道路に指定される[17]。
- 2008年（平成20年）3月27日：茨城県道341号鉾田停車場線の廃止に先立ち、鉾田市鉾田の同県道の道路区域（延長448 m）を編入。終点が現在の位置（鉾田川）となる[2]。
- 2018年（平成30年）1月31日：鉾田市借宿の鹿行橋を架け替え供用開始[18]。
- 2019年（令和元年）7月31日：小美玉市田木谷（田木谷交差点） - 小美玉市中延（横町交差点）を、国際コンテナ車[注釈 2]の重量・長さ上限を引き上げる道路に指定[19]。

## 路線状況
道路法の規定に基づき、小美玉市田木谷（田木谷交差点） - 同市中延（横町交差点）間および、同市与沢（茨城空港南交差点） - 鉾田市鉾田（主要地方道水戸鉾田佐原線交差）間は、緊急輸送道路として機能を維持するため、災害発生時の被害拡大防止を目的に道路用地内に電柱を建てることが制限されている。

### 重複区間
- 茨城県道50号水戸神栖線（行方市芹沢 地内）
- 茨城県道2号水戸鉾田佐原線（鉾田市鉾田 地内）
- 茨城県道59号玉里水戸線（小美玉市田木谷〈田木谷交差点〉 - 小美玉市中延〈横町交差点〉）
- 茨城県道144号紅葉石岡線（小美玉市田木谷〈田木谷交差点〉 - 小美玉市中延〈横町交差点〉）

### 道路施設
- 倉数大橋（梶無川、小美玉市倉数）
- 鹿行橋（かなめばし：巴川、鉾田市借宿 - 当間）
旧橋は2連単純鋼鈑桁橋で、1964年（昭和39年）竣功。現橋は、2018年1月に架け替えされたものである[21][18]。
- 坂戸橋：鉾田市当間に所在する、鹿島鉄道線（廃線）を跨ぐ橋。

## 地理

### 通過する自治体
- 小美玉市
- 行方市
- 鉾田市

### 交差する道路
- 茨城県道59号玉里水戸線（起点）
- 茨城県道144号紅葉石岡線（起点）

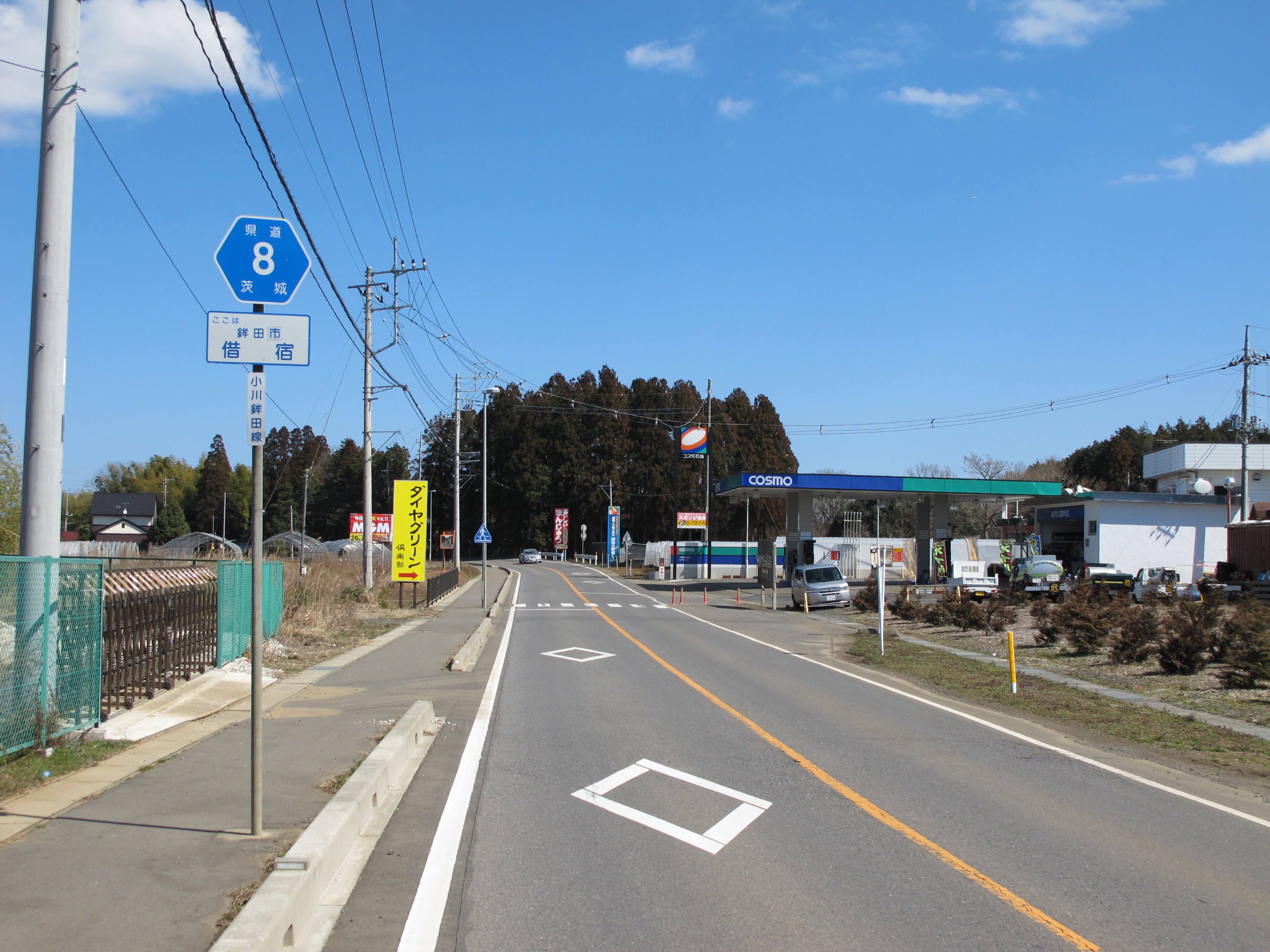
茨城県道8号小川鉾田線
鉾田市借宿（2014年3月）

- 茨城県道360号大和田羽生線（小美玉市与沢）
- 茨城県道50号水戸神栖線・茨城県道116号鹿田玉造線（行方市芹沢）
- 茨城県道50号水戸神栖線（行方市芹沢）
- 茨城県道2号水戸鉾田佐原線（鉾田市塔ヶ崎）
- 茨城県道2号水戸鉾田佐原線（鉾田市鉾田）
- 茨城県道2号水戸鉾田佐原線・茨城県道18号茨城鹿島線（鉾田市鉾田、終点）

### 沿線
- 羽木上森林公園（小美玉市山野）
- 上山鉾田工業団地（行方市芹沢）
- ダイヤグリーン倶楽部（鉾田市借宿）
- ほっとぱーく鉾田（鉾田市野友）
- 関東鉄道鉾田車庫営業所（鉾田市鉾田）